# Adriano Tilgher (homme politique)
Pour les articles homonymes, voir Adriano Tilgher.
Adriano Tilgher (né à Tarente, le 1er octobre 1947) est un homme politique italien.
Son premier engagement politique remonte à 1966, année de son élection au poste de conseiller dans les rangs de la FUAN de l'université de Rome « La Sapienza ».

## Biographie et activité politique
Le 1er mars 1968, il participe, aux côtés de l’organisation d’extrême droite Nuova Caravella, à la « bataille estudiantine de Valle Giulia », regroupant des groupes radicaux de gauche et de droite, alliés contre la police et l’establishment politique,.
Le 16 avril 1968, il se rend en Grèce avec d'autres militants de l'Avanguardia Nazionale et de la FUAN-Caravella à l'occasion de l'anniversaire de la prise du pouvoir des colonels.
Avanguardia Nazionale Giovanile de Stefano Delle Chiaie est reconstituée en 1970, initialement sous la direction de Sandro Pisano, puis d'Adriano Tilgher, parallèlement au processus de réabsorption partielle du Centro Studi Ordine Nuovo dans le Mouvement social italien, mais prend le nom de Avanguardia Nazionale.
Le 5 juin 1976, le tribunal de Rome condamne la plupart des dirigeants et des militants de l'Avanguardia Nazionale pour reconstitution du parti fasciste dissous.
Au tribunal, Adriano Tilgher tente d'exonérer des militants en affirmant que la plupart des sections de l'AN étaient fermées depuis plus d'un an et que les seuls militants encore actifs étaient lui-même, Delle Chiaie, Cesare Perri et Stefano Migrone, sur les soixante-quatre suspects. trente et un ont été condamnés à des peines moins lourdes que celles requises par le procureur général et l'autre acquitté.
Le 7 juin 1976, après avoir convoqué une conférence de presse, Tilgher dissout le mouvement en prévision de la décision du ministère de l'Intérieur selon laquelle Avanguardia Nazionale serait interdite le lendemain.
Le 13 juillet 1997, Adriano Tilgher, Tomaso Staiti de Cuddia et Enzo Erra convoquent une assemblée de militants du Mouvement social - Flamme tricolore. L'assemblée conteste Pino Rauti et après une confrontation verbale, les trois hommes sont expulsés sous le chef « d'avoir nui à l'activité du mouvement et à son ordre interne »,.
La scission est inévitable et le 26 septembre 1997, la fondation du  Fronte Nazionale italien est annoncée par Adriano Tilgher en le dotant d'une véritable organisation de parti.

## Publications
- (it) Un meccanismo diabolico. Stragi, servizi segreti, magistrati (avec Stefano Delle Chiaie), Rome, Publicondor, 1984 (ASIN B07VBG5V8N).
- (it) La Mia Avanguardia Copertina flessibile, Avatar Editions, 15 mai 2019 (ISBN 1907847545).